# ハルシメジ
ハルシメジ（春湿地、春占地）は、イッポンシメジ科イッポンシメジ属に属するキノコ。Entoloma clypeatum の学名が当てられることが多いが、実際にはさまざまな性質を持つものが｢ハルシメジ｣の呼び名で呼ばれており（後述）、和名｢ハルシメジ｣は Entoloma clypeatum を含めた「春にバラ科の樹下に発生するイッポンシメジ属のキノコの総称」といえる。将来は学名の変更も十分に考えられる。ホンシメジに似ていることから別名シメジモドキ（占地擬）とも呼ばれる。地方名も多く、イトゴモダシ（秋田県）、ナシキノコ（秋田県）のほか、リンゴモダシ、ウメノキシメジ、ハルモタシがある。

## 生態
主に春、サクラの開花が終わるころから5月上旬ごろにかけて、さまざまなところで発生する。庭のサクラ、ウメ、モモ、ナシ、リンゴなどのバラ科植物の樹下、雑木林の林床、道端、公園の植え込み、果樹園などの地上に散生、束生あるいは群生する。菌輪を作って発生することもある。

## 分類
一般にハルシメジといわれているキノコは複数種あることが知られており、地方によっては違うキノコを「ハルシメジ」と呼んでいる場合がある。ハルシメジは「バラ科の樹下に発生する」ことや「春に発生する」などの共通点があるが、胞子の形状、試薬による呈色反応などに違いが見られ、今後の研究で複数種に分けられる可能性がある。
また、その樹種によって大きく2つのグループに分けられるとされる。一つはウメやモモの樹下に発生するタイプのもので、傘がねずみ色でかすり模様をあらわし非吸水性、辺縁は波打ち反り返ることも多く、しばしばひだに赤変性が見られる。もう一方はサクラやノイバラに発生するもので、こちらは傘が褐色を帯び吸水性を示し、クサウラベニタケなどの同属菌とよく似た形質となる。後者のものはグアヤク脂による青変性が確認されていることから Entoloma clypeatum の記載と一致せず、これが「ハルシメジ」が複数種の総称とする根拠となっている。
なお、ハルシメジがバラ科樹下に発生するのは菌根による共生を行っているためであるが、近年これが他の菌根菌と異なる特徴を（「ハルシメジ型菌根」）持つことを示すとする研究がある。
和名に「ハルシメジ」とつく学名が与えられている種は下記のものがある。
- ウメハルシメジ（Entoloma sepium） - ウメやモモに発生するハルシメジ。全体に白っぽくで割合に大型でずんぐりしていて、肉が厚く、傷つけると赤褐色に変色する。ソテー、スープ、天ぷらに向く[4]。
- ノイバラハルシメジ（Entoloma clypeatum f. hybridum） - ノイバラやサクラに発生するハルシメジ。より小型で幼時から色が濃い。肉質は柔らかめで、佃煮や汁物に向く[4]。
- エルネハルシメジ（Marasmius nivalis）
- トガクシハルシメジ（Entoloma sericeum）

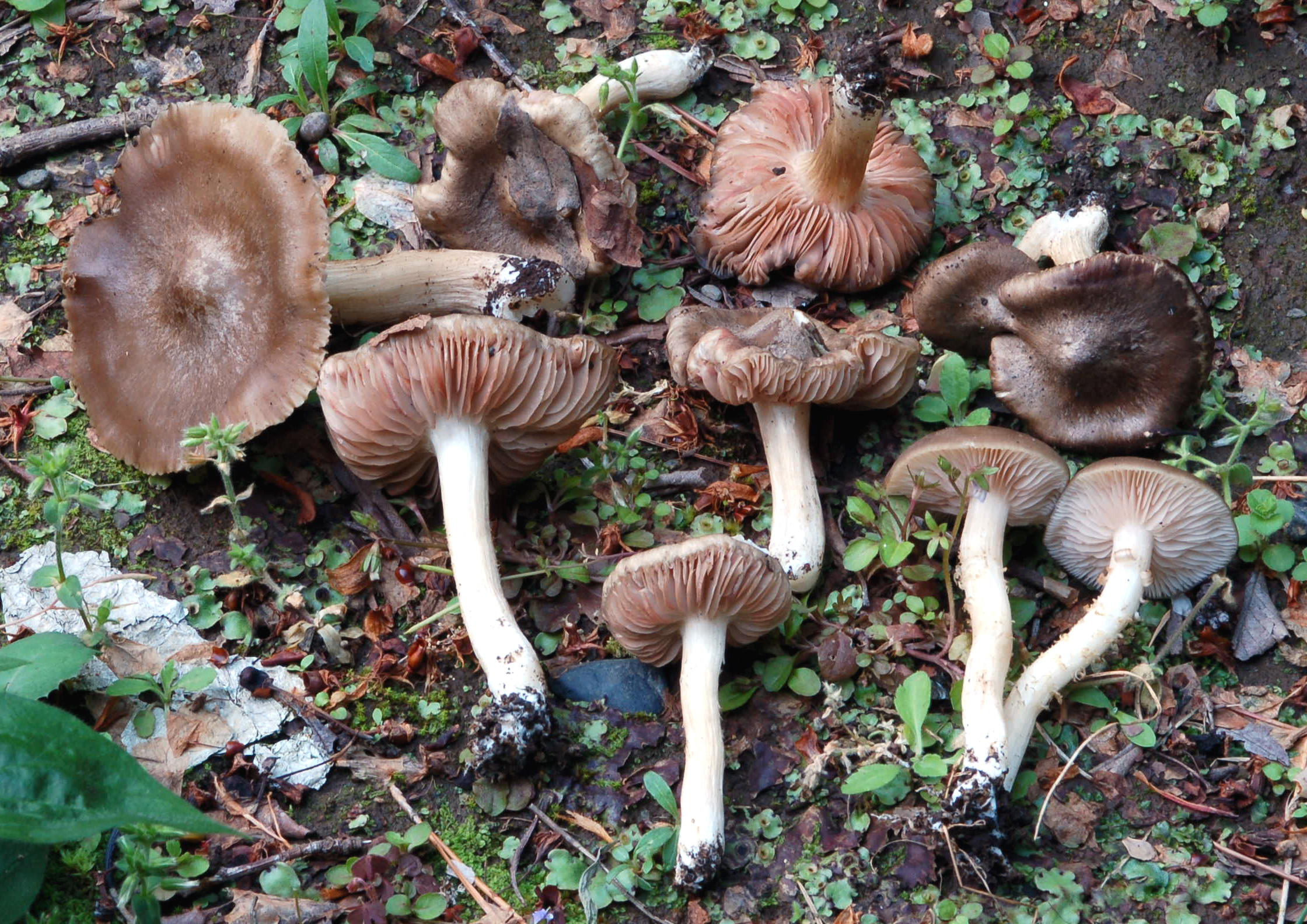
梅･桃タイプの典型個体。(ウメ樹下に発生したもの。)
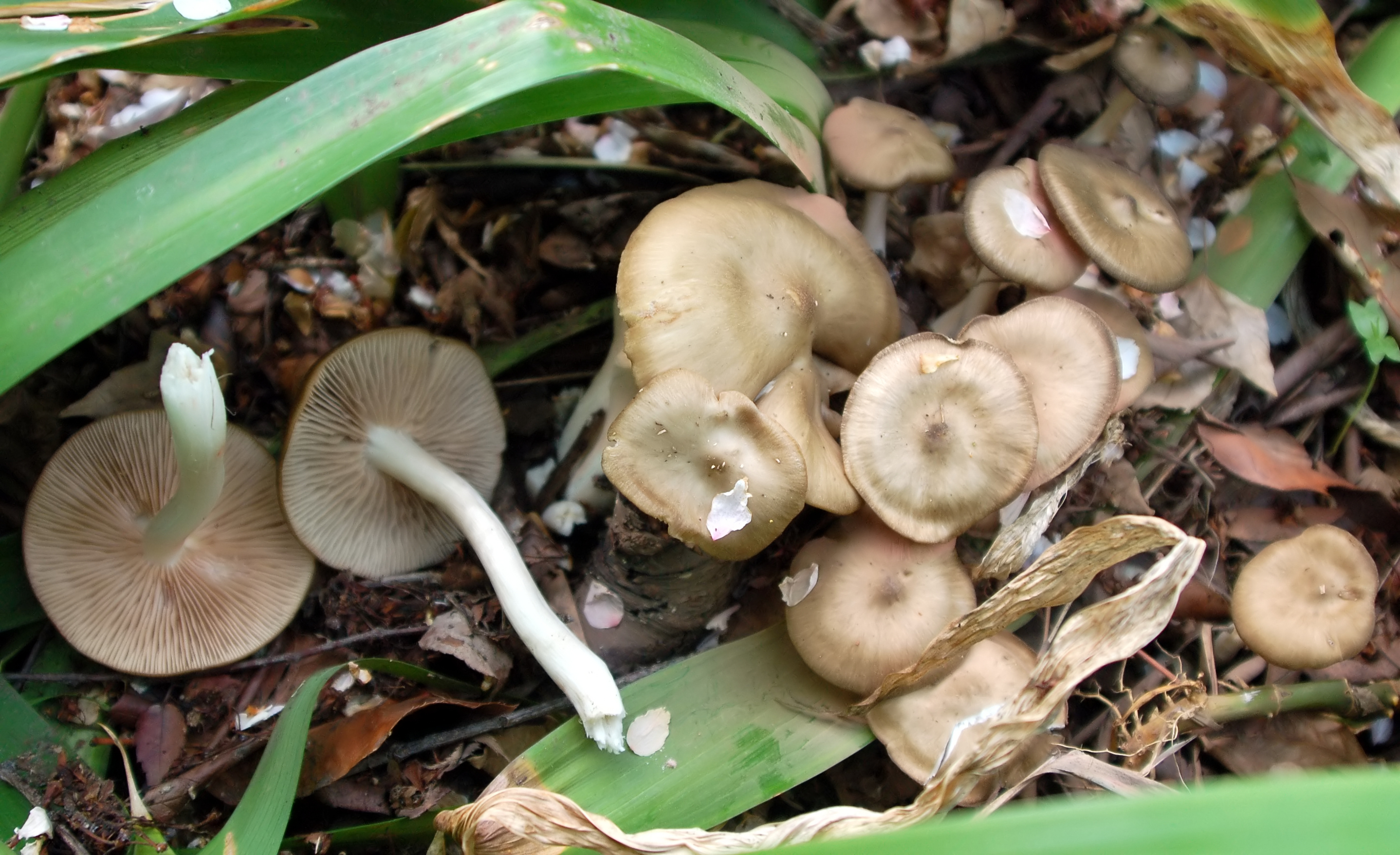
桜･野茨タイプの個体。(サクラ樹下に発生したもの。)
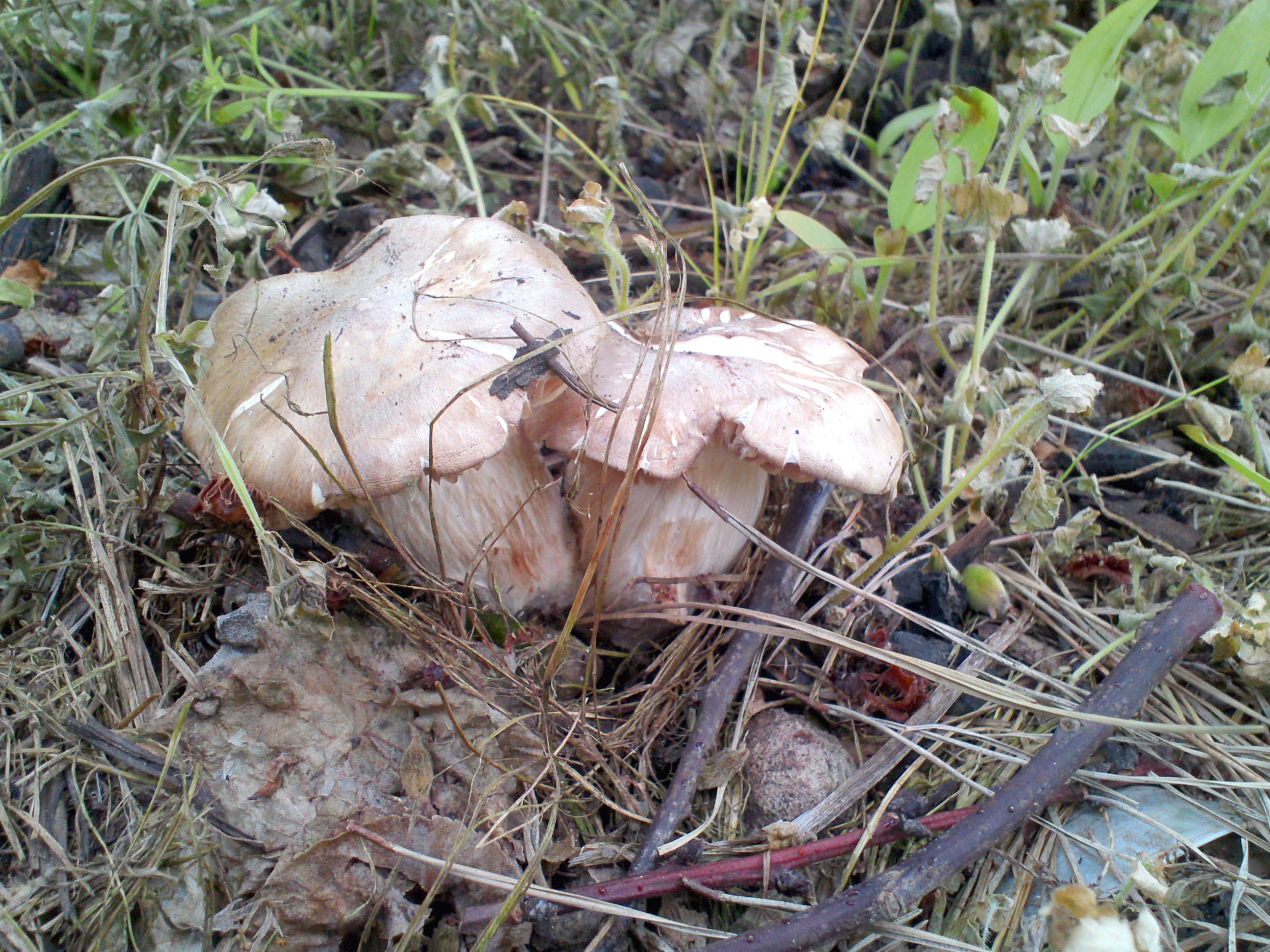
梅タイプ。（アンズの樹下に発生）

## 形態
子実体は傘と柄からなる。傘は径5 - 10センチメートル (cm) 。はじめ傘は丸山形で、成菌になると開いて中高の扁平となる。傘表面は白っぽい灰褐色からねずみ色で、暗色の繊維紋がある。乾燥するとしばしば中央部が割れて肉が露出する。傘裏のヒダは密で、柄に対して上生か湾生し、初め淡い灰色から胞子の成熟に伴ってピンク色から肉色へ変化する。柄は白色で長さ4 - 10 cm。
ウメの木に発生するタイプは中型で、しばしば傘の中央がひび割れ、かすかな花のような香りと、やや強い小麦粉臭があるといわれている。またウメの木に発生する大型のタイプは、傘の色がやや白っぽい。サクラの木のに発生するタイプは小型から中型で、傘の色がやや黒っぽく、しばしば周辺部からひび割れ、花のような香りと弱い小麦粉臭がある。

## 食毒性
外見的特徴はしばしばクサウラベニタケやイッポンシメジをはじめとする同属の毒菌とよく似るが、春にバラ科樹下に発生するという生態的特徴による判別が可能であるため、食用菌として広く知られている。シメジ特有のシコシコした歯触りがあるが、やや粉臭い。生で食べると中毒を起こすといわれており、軽く湯がいてから利用する。すき焼き、バター炒め、野菜炒め、すまし汁、味噌汁、けんちん汁などの汁物、天ぷらに合う。
キノコが少ない貴重な時期に発生し、昔から食用とされてきているが、中毒例もあり注意が必要である。中毒症状として、嘔吐、下痢などの胃腸系中毒を起こすことが知られているが、毒成分は不明とされる。発生地（樹木）で農薬が使用されている場合、キノコの内部に蓄積するおそれがある。

### 類似の毒キノコ
- イッポンシメジ、クサウラベニタケなとがあるがいずれも発生時期は夏から秋であるため間違えることはほぼない。